# Барбара (річка)
Барбара — річка в Стрийському районі Львівської області, ліва притока Зубри (басейн Дністра).

## Опис
Довжина річки приблизно 7 км. Висота витоку над рівнем моря — 336 м, висота гирла — 283 м, падіння річки — 53 м, похил річки — 7,58 м/км. Формується з 1 безіменного струмка, 3 водойм і озера Воля.

## Розташування
Бере початок у лісовому масиві на південній стороні від села Велика Воля. Тече переважно на північний захід через село Тростянець і на його північно-західній околиці впадає в річку Зубру, ліву притоку Дністра.